# Plasmopara viticola
Plasmopara viticola (Berk. & M.A. Curtis) Berl. & De Toni, 1888 è un microrganismo appartenente alla classe degli oomiceti, originario dell'America e importato accidentalmente in Francia intorno al 1878, da cui si è poi diffuso in tutta Europa.
La Plasmopara viticola causa una tipica malattia della vite chiamata peronospora della vite, a ciclo fortemente condizionato dalle condizioni climatiche, ed è oggi una delle più diffuse e pericolose malattie della vite in molte regioni europee ed italiane.

## Ciclo vitale

### Oospore
Le oospore si formano durante l'intero periodo vegetativo in seguito alla fecondazione di un oogonio (organo femminile) da parte di un anteridio (organo maschile). Durante l'inverno le oospore, che raggiungono la maturità in autunno, rimangono dormienti e la loro germinazione in primavera è influenzata principalmente dalle condizioni di temperatura e dalle precipitazioni.

### Infezione primaria
Le oospore emettono lo sporangio piriforme contenente le zoospore responsabili delle infezioni primarie generalmente quando vengono soddisfatte le seguenti condizioni (regola dei tre dieci):
- temperatura media giornaliera >10 °C;
- germogli lunghi almeno 10 cm o comunque con aperture stomatiche ben differenziate;
- pioggia di almeno 10 mm.

Le zoospore sono prive di parete e provviste di una coppia di flagelli che usano per muoversi nel velo d'acqua creatosi sulla vegetazione a seguito delle piogge. Giungono così in prossimità delle aperture stomatiche, dove si incistano, perdendo i flagelli e sviluppando la parete. Successivamente si ha l'emissione del tubetto germinativo, che penetra attraverso lo stoma.
Il periodo di incubazione è l'intervallo che intercorre tra la penetrazione e la sporulazione - influenzato dalla temperatura e dall'umidità relativa - e varia dai 4 ai 23 giorni (tabella di Muller-Goidanich). Durante questo periodo il patogeno si sviluppa all'interno del mesofillo fogliare negli spazi intercellulari, emettendo austori a forma di bottone, che penetrano all'interno delle cellule per estrarne nutrimento.
Questa causa il disfacimento del tessuto fogliare che si manifesta, sulla pagina superiore delle foglie, con tipiche macchie circolari gialle dette comunemente "macchie d'olio".

### Infezione secondaria
A fine ciclo vitale, quando il patogeno non ha più nutrimento, durante le ore notturne, si avrà la fuoriuscita dei rami conidiofori sulla pagina inferiore solo quando le seguenti condizioni saranno soddisfatte per almeno 4 ore notturne:
- foglie bagnate o umidità relativa dell'aria >92%;
- temperatura dell'aria di almeno 13 °C.

La fuoriuscita degli sporangi dalle aperture stomatiche produce la caratteristica "muffa bianca".
La diffusione delle zoospore e l'inizio dei cicli di infezioni secondarie avviene tramite il vento o la pioggia. Quando una zoospora arriva su una foglia bagnata germina e avvia una nuova infezione.
Le variabili chiave per le infezioni secondarie sono la temperatura e la bagnatura fogliare e saranno possibili solo quando il loro prodotto arriva al valore di 50. Ciò sta a significare che ad una temperatura di 10 °C saranno necessarie 5 ore di bagnatura pena la morte delle zoospore.

## Effetti della malattia
Le foglie molto colpite si necrotizzano e cadono precocemente.
Le infiorescenze sono estremamente sensibili al patogeno. Prima e durante la fase di fioritura i grappolini colpiti si ingialliscono assumono una tipica forma ad "S" e disseccano.
Nel grappolo tra la fase d'allegagione e di chiusura dei grappoli, in condizioni di bassa umidità relativa si ha la manifestazione della forma larvata senza fuoriuscita dei rami conidiofori ma solo con l'imbrunimento e disseccamento parziale o totale di acini e grappoli che solitamente assumono una forma ad uncino.
A fine stagione è possibile soprattutto sulle femminelle che in presenza di condizioni favorevoli ci siano attacchi che possono in qualche misura rallentare o compromettere la maturazione dei grappoli.

## Lotta

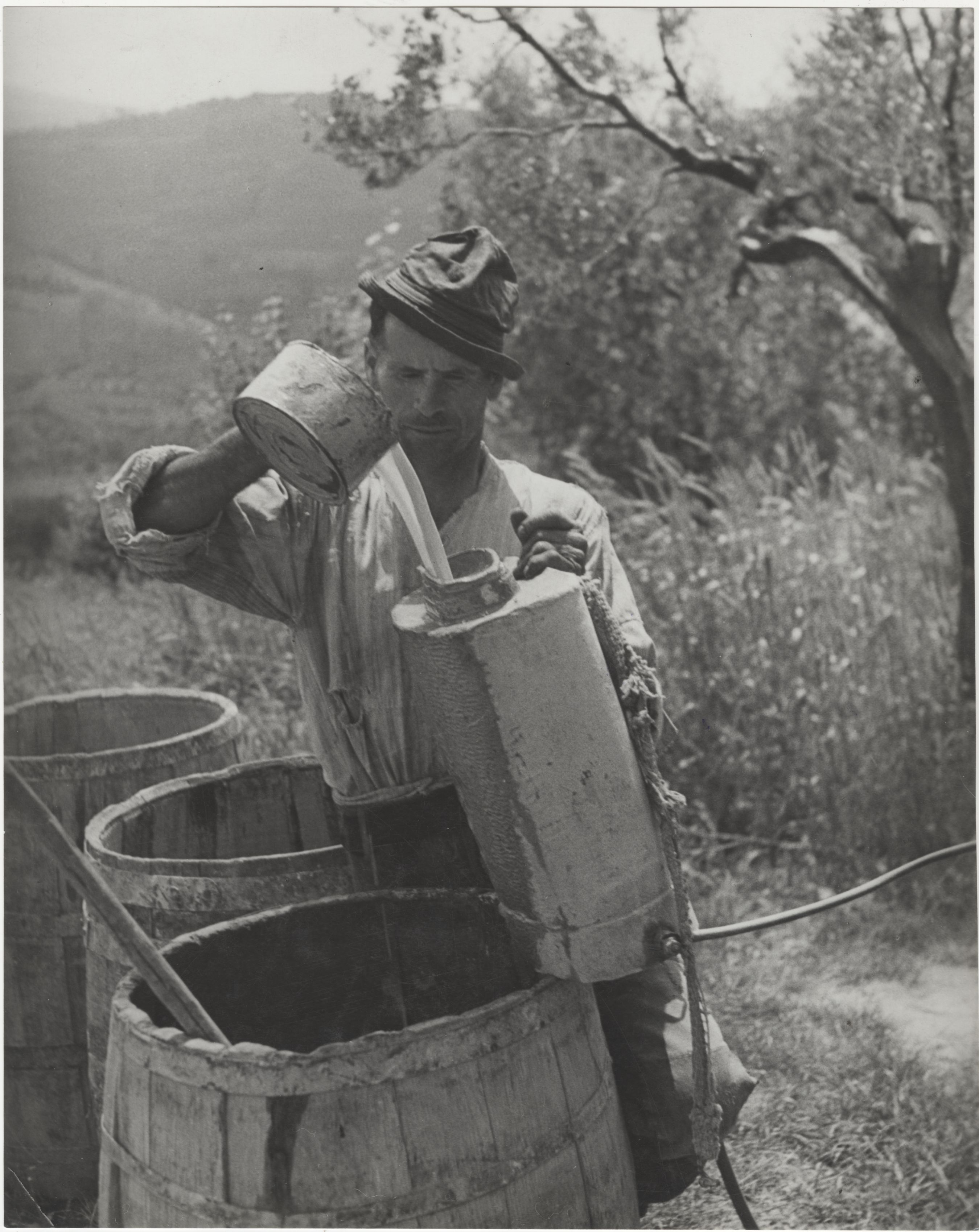
L'uso del rame come trattamento in viticoltura nel 1940

Il principio attivo tradizionale per la lotta a questo patogeno fungino è il rame, disponibile in diverse forme (fungicidi rameici), tra i quali si ricorda la poltiglia bordolese, il più tradizionale e antico rimedio alla peronospora della vite.
I fungicidi rameici sono attualmente gli unici fungicidi ammessi in agricoltura biologica per il contenimento della peronospora. Hanno però lo svantaggio che si tratta di prodotti di copertura (ovvero non sono preparati di tipo sistemico), a prevenzione dell'infezione, e quindi è necessario ripristinare le coperture con il prodotto ad ogni precipitazione e possono solo contenere una infezione già in corso ma non curarla. Oltretutto il rame, metallo poco mobile, tende ad accumularsi nel suolo causando problemi di inquinamento del terreno che possono determinare fitotossicità e stentato sviluppo delle radici delle piante: l'Unione europea ha infatti stabilito un tetto massimo annuale di 4 kg/ettaro di rame.
Nonostante questi inconvenienti i sali di rame sono tuttora molto usati, soprattutto dopo l'invaiatura o con buone condizioni climatiche (precipitazioni scarse o temperature superiori ai 30-33 gradi), quando la pressione del patogeno è solitamente più bassa.
Dal dopoguerra ad oggi comunque sono stati introdotti un gran numero di principi attivi per la lotta peronosporica, anche con prodotti citotropici e sistemici che oltre a prevenire l'infezione hanno anche effetti curativi ed eradicanti.
Tra questi si possono ricordare:
- Tioftalimmidi (Folpet)
- Fenilamidi (Metalaxil, Metalaxil-M, Benalaxil; Benalaxil-M)
- CAA - Ammidi dell'Acido Carbossilico (Dimetomorf, Iprovalicarb, Bentiavalicarb, Mandipropamid, Valifenalate)
- Fenamidone
- Ciazofamid
- Zoxamide
- Cimoxanil
- Fluopicolide
- Fosethyl-Al

La maggior parte di principi attivi, oltre all'effetto curativo/eradicante, hanno il vantaggio di una maggiore resistenza al dilavamento; per contro, bisogna prestare attenzione a non utilizzare lo stesso principio attivo, o principi attivi appartenenti alla stessa famiglia chimica, per più di 3 trattamenti all'anno (4 per alcuni principi attivi) per non far sorgere nel patogeno fenomeni di resistenza e adattamento, cosa che non si verifica con i prodotti rameici.